# Rhônská nížina
Rhônská nížina (francouzsky Plaine du Rhône), též Rhônsko-saônská nížina je od severu k jihu se rozšiřující kotlina, která ze západu ohraničuje alpský oblouk a odděluje ho od Francouzského středohoří. Navazující nížiny na středomořském pobřeží v kraji Languedoc oddělují Francouzské středohoří od moře a dále na západ také od Pyrenejí, kde kotlina řeky Aude propojuje Languedoc s Akvitánskou pánví.
Na severu kotlina začíná údolím Saôny zhruba na úrovni Besançonu a severní hranice Švýcarska. Později se Saôna vlévá do Rhôny, která přitéká z východu z Alp. Největší část nížiny leží na území francouzských krajů Rhône-Alpes, Provence-Alpes-Côte d'Azur (Provença-Aups-Còsta d'Azur) a Languedoc-Roussillon (Lengadòc-Rosselhon). V deltě Rhôny se nachází přírodní rezervace Camargue.
Václav Král řadí Rhônsko-saônskou nížinu ještě do alpské provincie a dělí ji následovně:
- Nížiny a plošiny Saôny a Rhôny
  - Les plateaux de Haute Saône
    - Montagne de la Serre

  - Les plaines de la Saône
  - Plaine de la Bresse
  - Collines de la Dombes
  - Plateau de Crémieu
  - Plateau du Bonnevaux
  - Dépression de Bièvre
  - Plateau de Chambaran
  - Plaines du Rhône Moyen
  - Plaine de l'Isère et de Valence
  - Bassins et défilés du Rhône Moyen
  - Plaines du Comtat
  - Plateaux de Gras
  - Plateaux du Bas Languedoc (Garrigues)
    - Dépression d'Alès
    - Dépression d'Uzès-Sommières

  - Plaine littorale
  - Delta du Rhône (Camargue)
  - Chaîne des Alpilles
  - Plaine de la Crau